# Erythroxylum roraimae
Erythroxylum roraimae es una especie de planta perteneciente a la familia Erythroxylaceae. El área de distribución nativa de esta especie abarca desde Colombia hasta las Guayanas y el norte de Brasil. Es un arbusto que crece principalmente en el bioma tropical húmedo.

## Taxonomía
Erythroxylum roraimae fue descrita por el botánico alemán Otto Eugen Schulz y la descripción publicada en Das Pflanzenreich IV, 134: 104 en 1907.